# Sojus TMA-3
Sojus TMA-3 ist die Missionsbezeichnung für den Flug eines russischen Sojus-Raumschiffs zur Internationalen Raumstation (ISS). Es war der siebente Besuch eines Sojus-Raumschiffs bei der ISS und der 113. Flug im Sojusprogramm.

## Besatzung

### Startbesatzung
- Alexander Jurjewitsch Kaleri (4. Raumflug), Kommandant ( Roskosmos/ Russland)
- Colin Michael Foale (6. Raumflug), Bordingenieur ( NASA/ Vereinigte Staaten)
- Pedro Francisco Duque, (2. Raumflug) Bordingenieur ( ESA/ Spanien)

Mit durchschnittlich vier Raumflügen ist dies immer noch die erfahrenste Besatzung, die bisher ins All gestartet ist.

### Ersatzmannschaft
- Waleri Iwanowitsch Tokarew, Kommandant ( Roskosmos/ Russland)
- William S. McArthur, Bordingenieur ( NASA/ Vereinigte Staaten)
- André Kuipers, Bordingenieur ( ESA/ Niederlande)

### Rückkehrbesatzung
- Alexander Jurjewitsch Kaleri (4. Raumflug), Kommandant ( Roskosmos/ Russland)
- Colin Michael Foale (6. Raumflug), Bordingenieur ( NASA/ Vereinigte Staaten)
- André Kuipers (1. Raumflug), Bordingenieur ( ESA/ Niederlande)

## Missionsüberblick

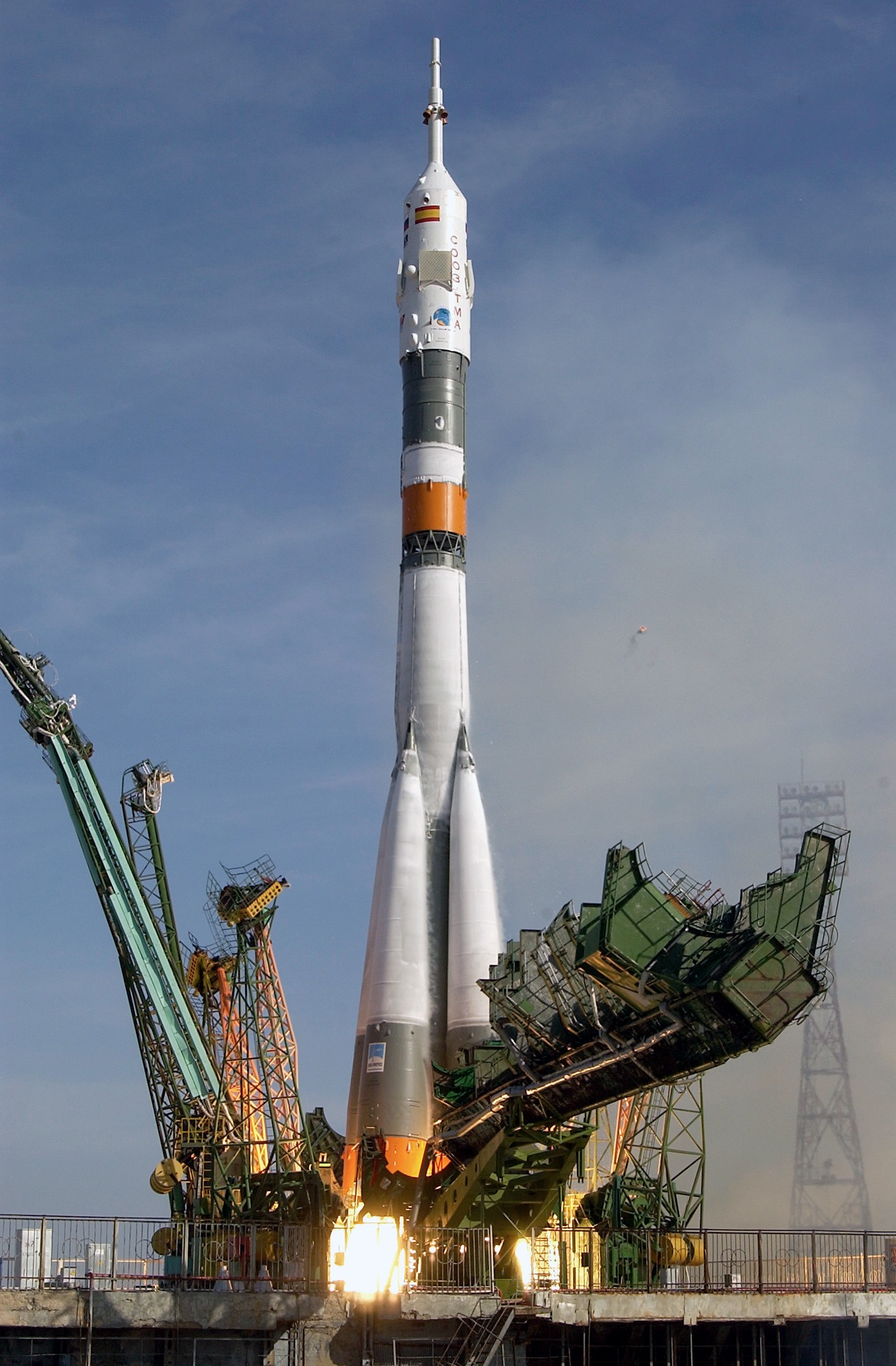
Start von Sojus TMA-3

Dieser Flug war eine Crewaustauschmission zur ISS und der 23. bemannte Flug zu dieser Station. Die zu der Zeit auf der Raumstation arbeitende Expedition 7 wurde durch die Mannschaft der Expedition 8 abgelöst. Sie bestand aus dem US-Amerikaner Michael Foale (Kommandant) und dem russischen Kosmonauten Alexander Kaleri (Bordingenieur). Zusätzlich flog der spanische ESA-Astronaut Pedro Duque mit, der nach einem kurzen Stationsaufenthalt von 7 Tagen am 28. Oktober 2003 mit der Sojus TMA-2-Landekapsel zur Erde zurückkehrte.
Der Start erfolgte mit einer Trägerrakete vom Typ Sojus-FG vom Weltraumbahnhof Baikonur am 18. Oktober 2003 um 05:38:03 Uhr UTC.
Die beiden Raumfahrer Foale und Kaleri arbeiteten als achte Stammbesatzung auf der ISS und führten wissenschaftliche Experimente durch. Außerdem erhielten sie Besuch von zwei Progress-Raumtransportern, Progress M-48 und Progress M1-11.